# كاربالو
بلدية كاربالو (بالإسبانية: Carballo)‏، هي إحدى بلديات مقاطعة لا كرونيا إحدى مقاطعات إسبانيا، و التي تقع في منطقة جليقية شمال غرب إسبانيا.
يبلغ عدد سكانها 28.527 نسمة وفقاً لإحصائية سنة (2002).